# Yassine Meriah
Yassine Meriah, né le 2 juillet 1993 à Tunis, est un footballeur international tunisien. Il évolue au poste de défenseur central au sein de l'Espérance sportive de Tunis.

## Biographie

### En club
Proche de RC Strasbourg lors de l'hiver 2017, Yassine Meriah, qui évoluait au Club sportif sfaxien, s'engage pour quatre ans avec l'Olympiakós le 28 juillet 2018.

### En équipe nationale
Le 13 juin 2015, il est retenu par le sélectionneur de l'équipe nationale tunisienne, Georges Leekens, en vue du match pour les qualifications au CHAN 2016 contre le Maroc. Le 1er septembre 2017, il marque son premier but lors d'un match face à la République démocratique du Congo comptant pour la qualification à la coupe du monde 2018 (victoire 2-1).
Il participe avec l'équipe de Tunisie à la coupe du monde 2018 organisée en Russie. Lors de l'été 2019, il participe à la coupe d'Afrique des nations organisée en Égypte. Le 14 novembre 2022, il est sélectionné par Jalel Kadri pour participer à la coupe du monde 2022. En décembre 2023, il est retenu dans la liste des 27 joueurs tunisiens sélectionnés par Kadri pour disputer la coupe d'Afrique des nations 2023.

## Palmarès

### En club
- Championnat des Émirats arabes unis : 2022 (Al-Aïn)
- Championnat de Tunisie : 2024 et 2025 (Espérance sportive de Tunis)
- Coupe de Tunisie : 2025
- Supercoupe de Tunisie : 2025

### En sélection
- Coupe arabe des nations :
  - Finaliste en 2021 avec la Tunisie